# 刘克
刘克（1915年—2000年），男，湖南攸县人，中华人民共和国军事人物，中国人民解放军少将，曾任中国人民解放军铁道兵副司令员。